# Bernardo Zuzzeri
Pour les articles homonymes, voir Zuzzeri.
Bernardo Zuzzeri, né en 1683 à Raguse, aujourd'hui en Croatie, et décédé  en 1762 à Rome, est un prêtre jésuite italien du XVIIIe siècle. 

## Biographie
Bernardo Zuzzeri naît à Raguse (aujourd'hui 'Dubrovnik', en Croatie), dans une famille patricienne, originaire de Venise, alliée à celle d'Anselmo Banduri, numismate, et de Stay, poète latin.
Entré chez les Jésuites à Rome, en 1697, il se distingue par la rapidité de ses progrès dans les lettres, et principalement dans la théologie. À la fin de ses études il soutient des thèses publiques d'une manière si brillante qu'il est désigné pour enseigner la théologie au Collège romain (aujourd'hui: Université grégorienne). 
À sa demande, ses supérieurs lui permettent de se rendre dans son Illyrie natale pour s'y consacrer à la prédication de l'Évangile. Durant le long exercice de son ministère sacerdotal, il publie des sermons et plusieurs Opuscules en langue illyrienne, mais de manière anonyme.
Appelé à Rome, il y remplit, quelques années, les fonctions d'adjoint au maître des novices, et se retira au Collège Romain, où il meurt en 1762.

## Écrits
Outre les opuscules mentionnés ci-dessus, le père Zuzzeri est l'auteur d'un Exercice dévot à l'honneur de Saint-Blaise, évêque et martyr, publié par le P. Nicolaï dans les Memorie di san Biagio, Rome, 1752. Il a laissé des manuscrits d'une Histoire des missions de la Croatie, en latin, et près de quinze cents sermons en langue illyrienne. 

## Source
- « Bernardo Zuzzeri », dans Louis-Gabriel Michaud, Biographie universelle ancienne et moderne : histoire par ordre alphabétique de la vie publique et privée de tous les hommes avec la collaboration de plus de 300 savants et littérateurs français ou étrangers, 2e édition, 1843-1865 [détail de l’édition]